# Le Cabanon

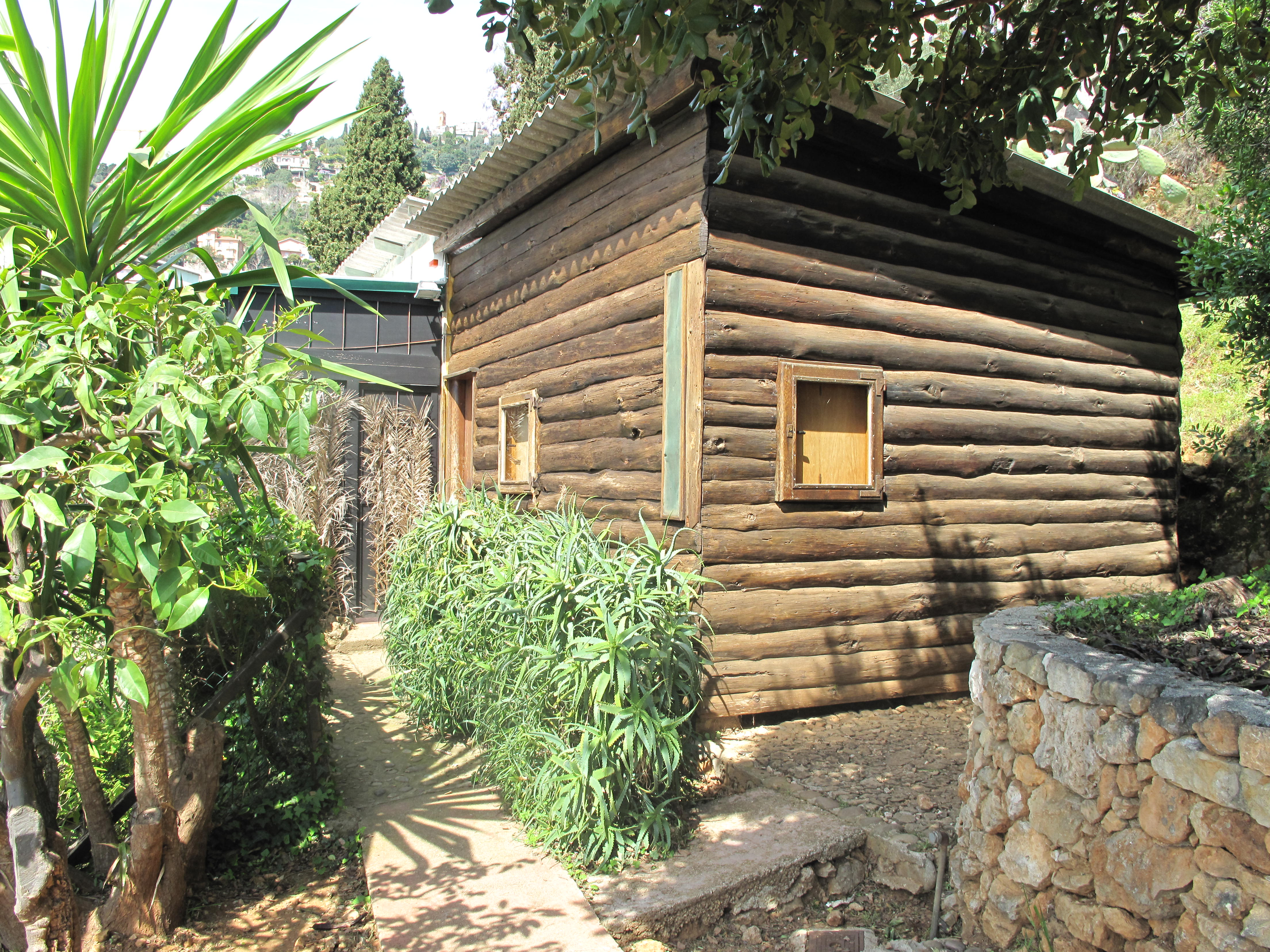
Le Cabanon

Le Cabanon (franz. «die Hütte») nannte der Architekt Le Corbusier sein kleines Ferienhaus in Roquebrune-Cap-Martin an der französischen Riviera. Die vorgefertigte Holzkonstruktion baute er 1952 auf der Basis des Modulors.

## Geschichte und Beschreibung
Am 30. Dezember 1951 zeichnete le Corbusier die Pläne zu einer kleinen «Hütte», einen Raum von 3,66 m auf 3,66 m und 2,26 m hoch, die er im folgenden Jahr auf einem Felsen über dem Meer errichtete. Anfang der 1950er Jahre hatte Le Corbusier oberhalb der Villa E1027 der Designerin Eileen Gray in Roquebrune-Cap-Martin ein kleines Hanggrundstück erworben. Hier entwickelt er seine Projekte Roc und Rob. Während das erste – ein Feriendorf mit 30 bis 80 Wohneinheiten und einem Restaurant – auf dem Papier bleibt, ist das zweite – Wohnzellen für Camper – noch teilweise erhalten. Daneben, versteckt unter einem riesigen Feigenbaum, ein Holzhäuschen, das Cabanon. Der kleine Holzbau greift auf die Konstruktionsart des Strick- und Blockbaus zurück. Die Idee einer Raumzelle von 3,66 × 3,66 Meter mit allen zum Wohnen erforderlichen Einrichtungen entspricht den funktionalen Anforderungen an die Schiffskabine, die Yacht, das Hausboot oder den Wohnwagen. Der Raum ist sparsam möbliert. Die in seiner Schrift Modulor I und II entwickelten Idealmaße 2,26 × 2,26 × 2,26 Meter für eine Wohneinheit setzt Le Corbusier hier in die Praxis um. Das Verhältnis von Deckenhöhe zu Raumseite entspricht dem Goldenen Schnitt. Auch die Innengestaltung ist allein sein Werk: funktionale raumsparende Holzmöbel mit einem WC, das, nur durch einen Vorhang abgetrennt, in den Wohnraum integriert ist. Eine Küche war nicht vorgesehen, denn ein kleines Restaurant in der Nachbarschaft versorgte Le Corbusier mit dem Notwendigsten.

## Weltkulturerbestätte
Im Januar 2008 ließ Frankreich vierzehn Gebäude und Anlagen von Le Corbusier in die Tentativliste der UNESCO eintragen, darunter auch Le Cabanon. Ein solches Vorgehen ist Voraussetzung dafür, um zu einem späteren Zeitpunkt die Anerkennung als Welterbestätte zu beantragen. In diesem Falle aber geschah dies zeitgleich: unter Federführung Frankreichs und unter Beteiligung der Fondation Le Corbusier wurden diese vierzehn und zunächst neun Werke Le Corbusiers aus sechs weiteren Ländern unter dem Titel «Das urbanistische und architektonische Werk von Le Corbusier» (französisch Œuvre urbaine et architecturale de Le Corbusier) für die Aufnahme als Weltkulturerbe nominiert. Trotz zwischenzeitlicher Überarbeitung und Reduzierung auf 19 Objekte fand diese Kandidatur nicht die Mehrheit des Welterbekomitees bei dessen Jahrestagung im Juni 2011. Erst eine nochmals überarbeitete Liste von nun 17 Werken Corbusiers – darunter auch weiterhin Le Cabanon – wurde im September 2016 schließlich in die Welterbeliste eingetragen. Wie auch die Villa Le Lac von 1923–24 wurde Le Cabanon dabei als frühes und einflussreiches Beispiel eines funktionalen, ergonomischen und standardisierten Minimalhauses gewürdigt.